# Medaile Za obranu Leningradu
Medaile Za obranu Leningradu (rusky: Медаль «За оборону Ленинграда») byla sovětská medaile založená roku 1942. Během druhé světové války byla udílena za účast při obraně Leningradu jak vojákům tak civilistům.

## Historie
Medaile byla založena dekretem prezidia Nejvyššího sovětu Sovětského svazu dne 22. prosince 1942. Udílena byla za chrabrost a těžkou práci civilních i vojenských obránců Leningradu během obležení města Němci, které trvalo 872 dní a to od 8. září 1941 do 27. ledna 1944. Status medaile byl pozměněn rezolucí prezidia ze dne 8. března 1945.
Prvními sovětskými vyznamenáními, která byla udílena zavěšená na stuhou pokryté kovové destičce ve tvaru pětiúhelníku, byla medaile Za obranu Leningradu, medaile Za obranu Oděsy, medaile Za obranu Stalingradu a medaile Za obranu Sevastopolu. Původně se tyto medaile měly nosit napravo na hrudi. Zákonem ze dne 19. června 1943 byl zaveden tento nový typ stuhy a zároveň zákon ustanovil pravidlo o nošení těchto medailí na levé straně hrudníku spolu s dalšími vyznamenáními. Znovu byl status upraven dekretem prezidia Nejvyššího sovětu Sovětského svazu č. 2523-X ze dne 18. července 1980.

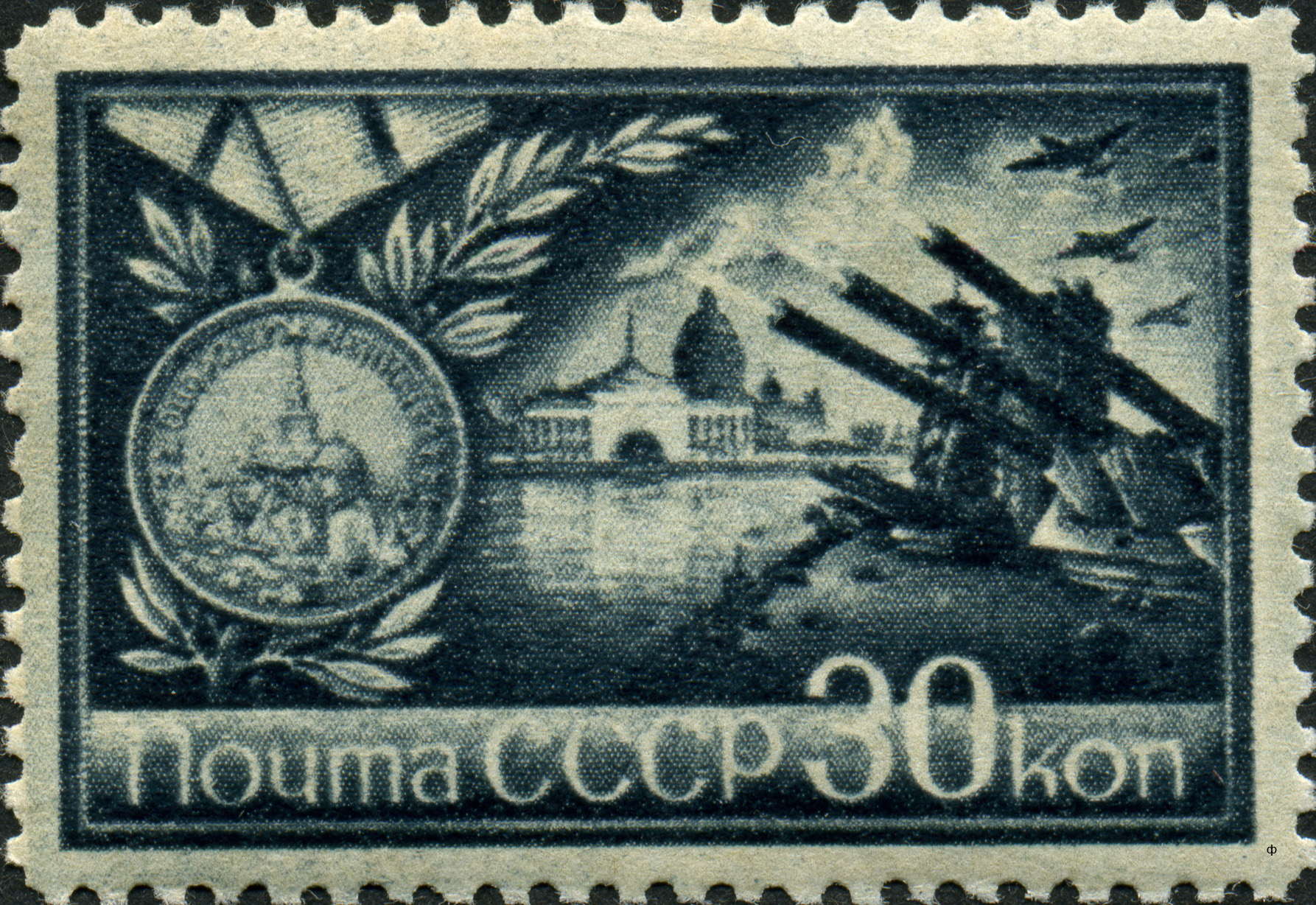
Sovětská poštovní známka v levé části. s vyobrazením Medaile Za obranu Leningradu

## Pravidla udílení
Medaile Za obranu Leningradu byla udílena všem účastníkům obrany Leningradu a to jak vojákům Rudé armády a příslušníkům jednotek NKVD, tak civilistům, kteří se zapojili do obrany během obležení města německými jednotkami. Udílena tak byla příslušníkům sovětské armády, námořnictva či jednotek NKVD, dělníkům, úředníkům a dalším civilistům, kteří se účastnili bojových operací při obraně města nebo svou obětavou prací pomáhali při budování opevnění, při hašení požárů, při organizaci a provozu dopravy, při zásobování obyvatel jídlem, při péčí o zraněné a děti či se podíleli na dalších činnostech nutných k obraně města. Udělena mohla být i lidem, kteří byli během obležení z města evakuováni například kvůli zranění, onemocnění nebo na základě svého převelení.
Medaile byla udílena jménem prezidia Nejvyššího sovětu Sovětského svazu na základě dokladu o skutečné účasti na obraně města. Tyto doklady mohly být vydány velitelem jednotky, velitelem vojenského zdravotnického zařízení či zástupci oblastních nebo obecních úřadů. Příslušníkům ozbrojených sil v aktivní službě byla medaile předávána jejich velitelem. Veteránů byla medaile předávána krajským, obecním nebo okresním vojenským komisařem. Civilistům byla medaile předávána zástupcem oblastní nebo městské rady. Spolu s medailí obdrželi vyznamenaní také osvědčení o udělení medaile.
První medaile byla udělena 3. června 1943 na slavnostním setkání. Do roku 1945 bylo ocenění uděleno asi v 600 000 případech. Záznamy o těchto vyznamenaných byly uchovávány v muzeu, ale později byly dokumenty ztraceny. Do roku 1985 byla medaile udělena přibližně 1 470 000 lidem. Mezi oceněnými bylo i na 15 000 dětí a mladistvých. Osoby vyznamenané touto medailí později získaly právo na udělení Pamětní medaile 250. výročí Leningradu.

## Popis medaile
Kulatá medaile o průměru 32 mm byla vyrobena z mosazi a měla vyvýšený okraj. Na přední straně ve spodní polovině byl reliéf zobrazující příslušníka Rudé armády, námořníka a dělníka. Všichni v rukou svírali pušky připravené k palbě. V pozadí byla budova Admirality. V horní polovině medaile byl na vnějším okraji nápis v cyrilici ЗА ОБОРОНУ ЛЕНИНГРАДА (za obranu Leningradu). Na zadní straně v horní části byl reliéf srpu a kladiva. Pod ním byl nápis v cyrilici ЗА НАШУ СОВЕТСКУЮ РОДИНУ (za naši sovětskou vlast).
Původní stuha byla z červeného hedvábného moaré široká 24 mm při okrajích se stříbrnými pruhy o šířce 4 mm. Dekretem z 19. června 1943 byl zaveden nový vzhled stuhy. Nově byla používána stuha z hedvábného moaré světle olivové barvy široká 24 mm se zelným pruhem širokým 2 mm uprostřed. Stuha pokrývala kovovou destičku ve tvaru pětiúhelníku. Medaile byla k destičce připojena jednoduchým kroužkem.

### Návrhy na vzhled medaile
Autorem vzhledu medaile byl N. I. Moskaljev a kromě použité verze bylo vypracováno i sedm dalších návrhů.
V návrhu B. G. Barchina byl ústředním motivem pomník Lenina s budovou Admirality v pozadí a v pravé části medaile s hlavní protiletadlového děla. V dalším návrhu byl ústředním motivem pomník Petra I. s bajonety a kulometem ve spodní části. Na třetím návrhu byla ústředním motivem budova Admirality s okrajem medaile lemovaným vavřínovým věncem a se zkříženými bajonety ve spodní části. Na čtvrtém návrhu byla budova Admirality ze dvou stran obklopena vavřínovým věncem. Na vnějším obvodu medaile byl nápis.
Dva návrhy vypracoval A. A. Kabakov. Na jeho prvním návrhu byl příslušník sovětského námořnictva a voják Rudé armády pochodujíc do útoku, vlevo s nápisem Отстоять город Ленина. Na zadní straně byl portrét Lenina a nápis За оборону Ленинграда (za obranu Leningradu). Na jeho druhém návrhu bylo několik obránců čekajících na bitvu s puškami připravenými k palbě. Vlevo byl nápis За Ленинград (za Leningrad) a na zadní straně slova оборону Ленинграда (obrana Leningradu). Na posledním návrhu byli vojáci Rudé armády připravení k boji a pomník Lenina.